# Cardinale in pectore
Un cardinale in pectore è un cardinale la cui nomina non viene resa pubblica dal papa, per vari motivi. La locuzione latina deriva dal fatto che il nome del cardinale in questione resta «segreto nel cuore (petto) del pontefice».
Il papa si riserva di pubblicare i cardinali in pectore, a sua discrezione, in un successivo concistoro. Se il papa morisse prima della pubblicazione, tutti i cardinali che egli avesse creato in pectore resterebbero per sempre segreti e non sarebbero mai annoverati nel numero dei cardinali.

## Legislazione canonica
L'attuale Codice di diritto canonico disciplina così la materia:
(canone 351 § 3)
Si enunciano in questo modo:
- la facoltà del papa di annunciare la creazione di un nuovo cardinale, riservandone in pectore il nome;
- l'esenzione del cardinale in pectore da ogni dovere e diritto proprio dei cardinali, nel tempo che intercorre dall'annuncio della nomina alla sua pubblicazione;
- il diritto di precedenza rispetto ad altri cardinali che fossero stati creati dopo la riserva in pectore del nome e prima della sua pubblicazione.

Non si menziona il caso in cui il pontefice morisse prima di aver pubblicato il nome di eventuali cardinali in pectore, ma è evidente che tali nomine decadono per il diritto stesso, non essendo formalizzate né documentabili in alcun modo.

## Elenco dei cardinali in pectore

### XV secolo
La pratica di nominare cardinali in pectore risale al pontificato di Martino V. Sino alla fine del secolo furono solo 10 i nominati in tale maniera e le normative non erano molto chiare. Alcuni cardinali in pectore parteciparono al conclave, altri furono pubblicati da pontefici successivi.

#### Papa Martino V
- Prospero Colonna, creato il 24 maggio 1426 e pubblicato l'8 novembre 1430.
- Giuliano Cesarini senior, creato il 24 maggio 1426 e pubblicato l'8 novembre 1430.
- Juan Casanova, creato l'8 novembre 1430 e pubblicato il 4 luglio 1431 da Eugenio IV.
- Guillaume Ragenel de Montfort, creato l'8 novembre 1430 e pubblicato il 4 luglio 1431 da Eugenio IV[1].

#### Papa Eugenio IV
- Nicolò Cusano, creato nel 1446 e pubblicato l'11 gennaio del 1450 da Niccolò V[2].

#### Papa Pio II
- Burkhard Weisbriach, creato il 5 marzo 1460 e pubblicato il 31 maggio 1462.

#### Papa Innocenzo VIII
- Giovanni de' Medici, creato il 9 marzo 1489 e pubblicato il 26 marzo 1492.
- Federico Sanseverino, creato il 9 marzo 1489 e mai pubblicato. Partecipò comunque al conclave del 1492.

#### Alessandro VI
- un cardinale, creato il 20 settembre 1493 e mai pubblicato.
- Luigi d'Aragona, creato nel maggio 1494 e pubblicato il 19 febbraio 1496.
- Gianstefano Ferrero, creato il 28 settembre 1500 e pubblicato il 28 giugno 1502.

### XVII secolo

#### Urbano VIII
19/01/1626
1. Nicolas François de Lorraine-Vaudémont (pubblicato il 30 agosto 1627) † 27 gennaio 1670
2. Girolamo Vidoni (pubblicato il 30 agosto 1627) † 30 ottobre 1632
3. Marzio Ginetti (pubblicato il 30 agosto 1627) † 1º marzo 1671

30/8/1627
1. Antonio Barberini (pubblicato il 7 febbraio 1628) † 4 agosto 1671
2. Girolamo Colonna (pubblicato il 7 febbraio 1628) † 4 settembre 1666
3. Giovanni Battista Pamphilj (futuro Papa Innocenzo X) (pubblicato il 19 novembre 1629) † 7 gennaio 1655
4. Giovanni Francesco Guidi di Bagno (pubblicato il 19 novembre 1629) † 24 luglio 1641

19/11/1629
1. Diego Guzmán de Haros (pubblicato 15 luglio 1630)† 21 gennaio 1631
2. Jan Olbracht Waza, S.J. (pubblicato il 20 dicembre 1632) † 29 dicembre 1634
3. Ciriaco Rocci (pubblicato il 28 novembre 1633) † 25 settembre 1651
4. Cesare Monti (pubblicato il 28 novembre 1633) † 16 agosto 1650

28/11/1633
1. Marcantonio Franciotti (pubblicato il 30 marzo 1637) † 8 febbraio 1666

13/07/1643
1. Juan de Lugo y de Quiroga, S.J. (pubblicato il 14 dicembre 1643) † 20 agosto 1660
2. Achille d'Estampes de Valençay, O.S.Io.Hieros. (pubblicato il 14 dicembre 1643) † 27 giugno 1646

#### Innocenzo XII
- Sperello Sperelli, creato il 14 novembre 1699 e pubblicato il 24 novembre 1699.

### XIX secolo
Il XIX secolo vide molti cardinali in pectore.

#### Papa Pio VII
Il 23 febbraio 1801 creò 11 cardinali in pectore:
- Antonio Felice Zondadari, arcivescovo di Siena, pubblicato il 28 settembre 1801.
- Lorenzo Litta, pubblicato il 28 settembre 1801.
- Michelangelo Luchi, pubblicato il 28 settembre 1801.
- Carlo Crivelli, pubblicato il 29 marzo 1802.
- Giuseppe Maria Spina, pubblicato il 29 marzo 1802.
- Michele Di Pietro, pubblicato il 9 agosto 1802.
- Carlo Francesco Maria Caselli, pubblicato il 9 agosto 1802.
- Alphonse-Hubert de Latier de Bayane, decano della Rota Romana, pubblicato il 9 agosto 1802.
- Francesco Maria Locatelli, vescovo di Spoleto, pubblicato il 17 gennaio 1803.
- Giovanni Castiglione, pubblicato il 17 gennaio 1803.
- Charles Erskine of Kellie, pubblicato il 17 gennaio 1803.

Il 16 maggio 1803 creò cardinale in pectore Luigi Gazzoli che pubblicò l'11 luglio.
Il 24 agosto 1807 invece venne creato Francesco Guidobono Cavalchini che fu pubblicato solo il 6 aprile 1818.
L'8 marzo 1816 creò 10 cardinali in pectore:
- Camillo de Simeoni, vescovo di Sutri, pubblicato il 22 luglio 1816.
- Giovanni Battista Quarantotti, segretario della congregazione Propaganda Fide, pubblicato il 22 luglio 1816.
- Giorgio Doria Pamphilj Landi, pubblicato il 22 luglio 1816.
- Luigi Ercolani, pubblicato il 22 luglio 1816.
- Stanislao Sanseverino, pubblicato il 22 luglio 1816.
- Pedro Benito Antonio Quevedo y Quintano, vescovo di Orense, pubblicato il 23 settembre 1816.
- Francesco Cesarei Leoni, decano della Rota Romana, pubblicato il 28 luglio 1816.
- Antonio Lante Montefeltro della Rovere, pubblicato il 28 luglio 1816.
- Lorenzo Prospero Bottini, pubblicato il 1º ottobre 1817.
- Fabrizio Sceberras Testaferrata, segretario della congregazione, pubblicato il 6 aprile 1818.

Il 10 marzo 1823 creò cardinale in pectore Giacinto Placido Zurla che pubblicò il 16 maggio.

#### Papa Leone XII
Il 20 dicembre 1824 creò cardinale in pectore Ludovico Micara che pubblicò il 13 marzo 1826.
Il 21 marzo 1825 creò cardinale in pectore Mauro Cappellari che pubblicò il 13 marzo 1826.
Il 2 ottobre 1826 creò 6 cardinali in pectore:
- Pietro Caprano, segretario della congregazione Propaganda Fide, pubblicato il 15 dicembre 1828.
- Alexander Rudnay Divékújfalusi, arcivescovo di Strigonio, pubblicato il 15 dicembre 1828.
- Benedetto Colonna Barberini di Sciarra, pubblicato il 15 dicembre 1828.
- Giovanni Antonio Benvenuti, pubblicato il 15 dicembre 1828.
- Giovanni Francesco Marazzani Visconti, pubblicato il 15 dicembre 1828.
- Belisario Cristaldi, pubblicato il 15 dicembre 1828.

#### Papa Pio VIII
Il 15 marzo 1830 creò otto cardinali in pectore, che non arrivò a pubblicare, dato che morì il 30 novembre dello stesso anno. I loro nomi non si conoscono.

#### Papa Gregorio XVI
Il 30 settembre 1831 creò 10 cardinali in pectore:
- Alessandro Giustiniani, nunzio apostolico in Portogallo, pubblicato il 2 luglio 1832.
- Francesco Tiberi Contigliano, nunzio apostolico in Spagna, pubblicato il 2 luglio 1832.
- Ugo Pietro Spinola, nunzio apostolico in Austria, pubblicato il 2 luglio 1832.
- Francesco Serra-Cassano, arcivescovo di Capua, pubblicato il 15 aprile 1833.
- Francesco Canali, segretario della Congregazione per i vescovi, pubblicato il 23 giugno 1834.
- Pietro Ostini, nunzio apostolico in Austria, pubblicato il 11 luglio 1836.
- Benedetto Cappelletti, vice-camerlengo della camera apostolica, pubblicato il 2 luglio 1832.
- Luigi Del Drago, pubblicato il 2 luglio 1832.
- Francesco Maria Pandolfi Alberici, pubblicato il 2 luglio 1832.
- Luigi Gazzoli, pubblicato il 2 luglio 1832.

Il 23 giugno 1834 creò 6 cardinali in pectore:
- Giuseppe della Porta Rodiani, pubblicato il 6 aprile 1835.
- Giuseppe Alberghini, pubblicato il 6 aprile 1835.
- Alessandro Spada, pubblicato il 6 aprile 1835.
- Luigi Frezza, pubblicato il 11 luglio 1836.
- Costantino Patrizi Naro, pubblicato il 11 luglio 1836.
- Adriano Fieschi, pubblicato il 13 settembre 1838.

Il 6 aprile 1835 creò cardinale in pectore Ambrogio Bianchi che pubblicò l'8 luglio 1839.
Il 19 maggio 1837 creò cardinale in pectore Angelo Mai che pubblicò il 12 febbraio 1838.
Il 12 febbraio 1838 creò 3 cardinali in pectore:
- Giovanni Soglia Ceroni, segretario della congregazione dei vescovi, pubblicato il 18 febbraio 1839.
- Antonio Tosti, pubblicato il 18 febbraio 1839.
- Francesco Saverio Massimo, pubblicato il 24 gennaio 1842.

Il 13 settembre 1838 creò cardinale in pectore Filippo de Angelis che pubblicò l'8 luglio 1839.
Il 30 novembre 1838 creò cardinale in pectore Gabriele Ferretti, arcivescovo di Fermo, che pubblicò l'8 luglio 1839.
Il 18 febbraio 1839 creò cardinale in pectore Charles Januarius Acton che pubblicò il 24 gennaio 1842.
Il 23 dicembre 1839 creò 3 cardinali in pectore:
- Giovanni Maria Mastai-Ferretti, arcivescovo-vescovo di Imola, pubblicato il 14 dicembre 1840, divenuto poi papa nel 1846 con il nome di Pio IX.
- Gaspare Bernardo Pianetti, vescovo di Viterbo, pubblicato il 14 dicembre 1840.
- Luigi Vannicelli Casoni, vice-camerlengo della camera apostolica, pubblicato il 24 gennaio 1842.

Il 14 dicembre 1840 creò 2 cardinali in pectore:
- Lodovico Altieri, nunzio apostolico in Austria, pubblicato il 21 aprile 1845.
- Silvestro Belli, pubblicato il 12 luglio 1841.

Il 12 luglio 1841 creò 2 cardinali in pectore:
- Tommaso Pasquale Gizzi, pubblicato il 22 gennaio 1844.
- nome mai pubblicato

Il 22 gennaio 1844 creò cardinale in pectore Fabio Maria Asquini, segretario della Congregazione per i vescovi, che pubblicò il 21 aprile 1845.
Il 22 luglio 1844 creò 4 cardinali in pectore:
- Francesco Capaccini, pubblicato il 21 aprile 1845.
- Giuseppe Antonio Zacchia Rondinini, vice-camerlengo della Camera apostolica, pubblicato il 21 aprile 1845.
- Lorenzo Simonetti, pubblicato il 24 novembre 1845.
- Giacomo Piccolomini, pubblicato il 24 novembre 1845.

Il 21 aprile 1845 creò 4 cardinali in pectore, i cui nomi non vennero mai pubblicati.
Il 24 novembre 1845 creò un cardinale in pectore che non fu mai pubblicato.

#### Papa Pio IX
Il 21 dicembre 1846 creò due cardinali in pectore:
- Raffaele Fornari, Nunzio apostolico in Francia, pubblicato il 30 settembre 1850.
- Giuseppe Bofondi, Decano della Rota Romana, pubblicato il 11 giugno 1847.

Il 15 marzo 1852 creò due cardinali in pectore:
- Michele Viale-Prelà, Nunzio apostolico in Austria, pubblicato il 7 marzo 1853.
- Giovanni Brunelli, Nunzio apostolico in Spagna, pubblicato il 7 marzo 1853.

Il 19 dicembre 1853 creò cardinale in pectore Camillo Di Pietro, nunzio apostolico in Portogallo, che pubblicò il 16 giugno 1856.
Il 15 marzo 1875 creò 5 cardinali in pectore:
- Ruggero Luigi Emidio Antici Mattei, pubblicato il 17 settembre 1875.
- Salvatore Nobili Vitelleschi, segretario della Congregazione per i vescovi, pubblicato il 17 settembre 1875.
- Giovanni Simeoni, nunzio apostolico in Spagna, pubblicato il 17 settembre 1875.
- Lorenzo Ilarione Randi, vice-camerlengo della Camera apostolica, pubblicato il 17 settembre 1875.
- Bartolomeo Pacca il Giovane, pubblicato il 17 settembre 1875.[3]

#### Papa Leone XIII
Il 13 dicembre 1880 creò tre cardinali in pectore:
- Carlo Laurenzi, pubblicato il 27 maggio 1882.
- Francesco Ricci Paracciani, pubblicato il 10 novembre 1884.
- Pietro Lasagni, pubblicato il 10 novembre 1884.

Il 30 dicembre 1889 creò cardinale in pectore Vincenzo Vannutelli nunzio apostolico in Portogallo, che pubblicò il 23 giugno 1890.
Il 16 gennaio 1893 creò due cardinali in pectore:
- Adolphe-Louis-Albert Perraud, Vescovo di Autun, pubblicato il 29 novembre 1895.
- Andreas Steinhuber, pubblicato il 18 maggio 1894.

Il 19 giugno 1899 creò due cardinali in pectore:
- Alessandro Sanminiatelli Zabarella, Patriarca di Costantinopoli, pubblicato il 15 aprile 1901.
- Francesco Salesio Della Volpe, prefetto della Camera apostolica, pubblicato il 15 aprile 1901.

### XX secolo

#### Papa Pio X
Il 27 novembre 1911 creò cardinale in pectore António Mendes Bello, patriarca di Lisbona, che pubblicò il 25 maggio 1914.

#### Papa Benedetto XV
Il 4 dicembre 1916 creò cardinale in pectore Adolf Bertram, vescovo di Breslavia, che pubblicò il 15 dicembre 1919.

#### Papa Pio XI
Il 13 marzo 1933 creò due cardinali in pectore:
- Federico Tedeschini, nunzio apostolico in Spagna, pubblicato il 16 dicembre 1935.
- Carlo Salotti, segretario della Congregazione di Propaganda Fide, pubblicato il 16 dicembre 1935.

#### Papa Pio XII
Nessun cardinale in pectore venne creato durante il suo pontificato.

#### Papa Giovanni XXIII
Il 28 marzo 1960 creò tre cardinali in pectore, mai pubblicati. Oggi si ritiene che due di tali cardinali fossero monsignor Francesco Lardone da Moretta (Cuneo), nunzio apostolico in Turchia e Josyp Slipyj, all'epoca Arcivescovo di Leopoli (Ucraina), che sarebbe poi diventato cardinale per l'imposizione della berretta da parte di papa Paolo VI nel 1965, quand'era arcivescovo maggiore.

#### Papa Paolo VI
Il 28 aprile 1969 creò due cardinali in pectore:
- Štěpán Trochta, vescovo di Litoměřice, pubblicato il 5 marzo 1973.
- Iuliu Hossu, eparca di Cluj-Gherla, pubblicato postumo il 5 marzo 1973.

Il 24 maggio 1976 creò cardinale in pectore František Tomášek, amministratore apostolico di Praga, che pubblicò il 27 giugno 1977.

#### Papa Giovanni Paolo I
Nessun cardinale venne creato durante il suo pontificato.

#### Papa Giovanni Paolo II
Il 30 giugno 1979 creò cardinale in pectore Ignazio Kung Pin-mei, vescovo di Shanghai, che pubblicò il 28 giugno 1991. La riserva ebbe motivi politici e di avversione del Governo cinese contro la Chiesa cattolica.
Il 21 febbraio 1998 creò due cardinali in pectore:
- Marian Jaworski, arcivescovo di Leopoli, pubblicato il 21 febbraio 2001.
- Jānis Pujats, arcivescovo di Riga, pubblicato il 21 febbraio 2001.

Il 21 ottobre 2003 creò un cardinale in pectore che non fu mai pubblicato, a causa della sua morte avvenuta nel 2005.

### XXI secolo

#### Papa Benedetto XVI
Nessun cardinale in pectore venne creato durante il suo pontificato.

#### Papa Francesco
Nessun cardinale in pectore è stato creato durante il suo pontificato.